# Norwich (Ontario)
Norwich es un municipio canadiense situado en la provincia de Ontario.

## Superficie
Norwich tiene una superficie de 424,01 km².

## Demografía
En 2021, tenía 11 151 habitantes, una densidad poblacional de 26,3 hab./km², y 3892 viviendas.